# Archive for History of Exact Sciences
Archives for History of Exact Sciences est une revue scientifique trimestrielle évaluée par les pairs éditée par Springer Science+Business Media, couvrant l'histoire des mathématiques, l'histoire des observations et des techniques en astronomie, l'épistémologie et la philosophie des sciences, de l'antiquité à aujourd'hui. Elle a été créée en 1960. Les rédacteurs en chef sont Jed Z. Buchwald et Jeremy Gray.

## Résumés et indexation
La revue est résumée et indexée dans :
- Science Citation Index
- Arts and Humanities Citation Index
- Scopus
- Zentralblatt MATH
- EBSCO databases
- Academic OneFile
- Current Contents/Arts and Humanities
- Current Contents/Physical, Chemical and Earth Sciences
- Current Index to Statistics
- FRANCIS
- INIS Atomindex
- International Bibliography of Periodical Literature
- Mathematical Reviews